# Вьолес (Воклюз)
Вьоле́с (фр. Violès) — коммуна во французском департаменте Воклюз региона Прованс — Альпы — Лазурный Берег. Относится к кантону Оранж-Эст.	

## Географическое положение
Вьолес расположен в 27 км к северо-востоку от Авиньона. Соседние коммуны: Сабле на северо-востоке, Жигондас на востоке, Вакерас на юго-востоке, Жонкьер на юго-западе, Камаре-сюр-Эг и Травайан на западе.
Гидрография
На востоке коммуны протекает Увез. Южную окраину коммуны пересекает канал Карпантра.

## Демография
Население коммуны на 2010 год составляло 1553 человека.
| 1962 | 1968 | 1975 | 1982 | 1990 | 1999 | 2010 |
| ---- | ---- | ---- | ---- | ---- | ---- | ---- |
| 1080 | 1161 | 1127 | 1198 | 1360 | 1537 | 1553 |

## Достопримечательности
- Развалины замка барона де Вьолес.
- Церковь Сен-Пьер, начало XVII века, построена в романском стиле.
- Монумент павшим во время Первой мировой войны.

## Галерея

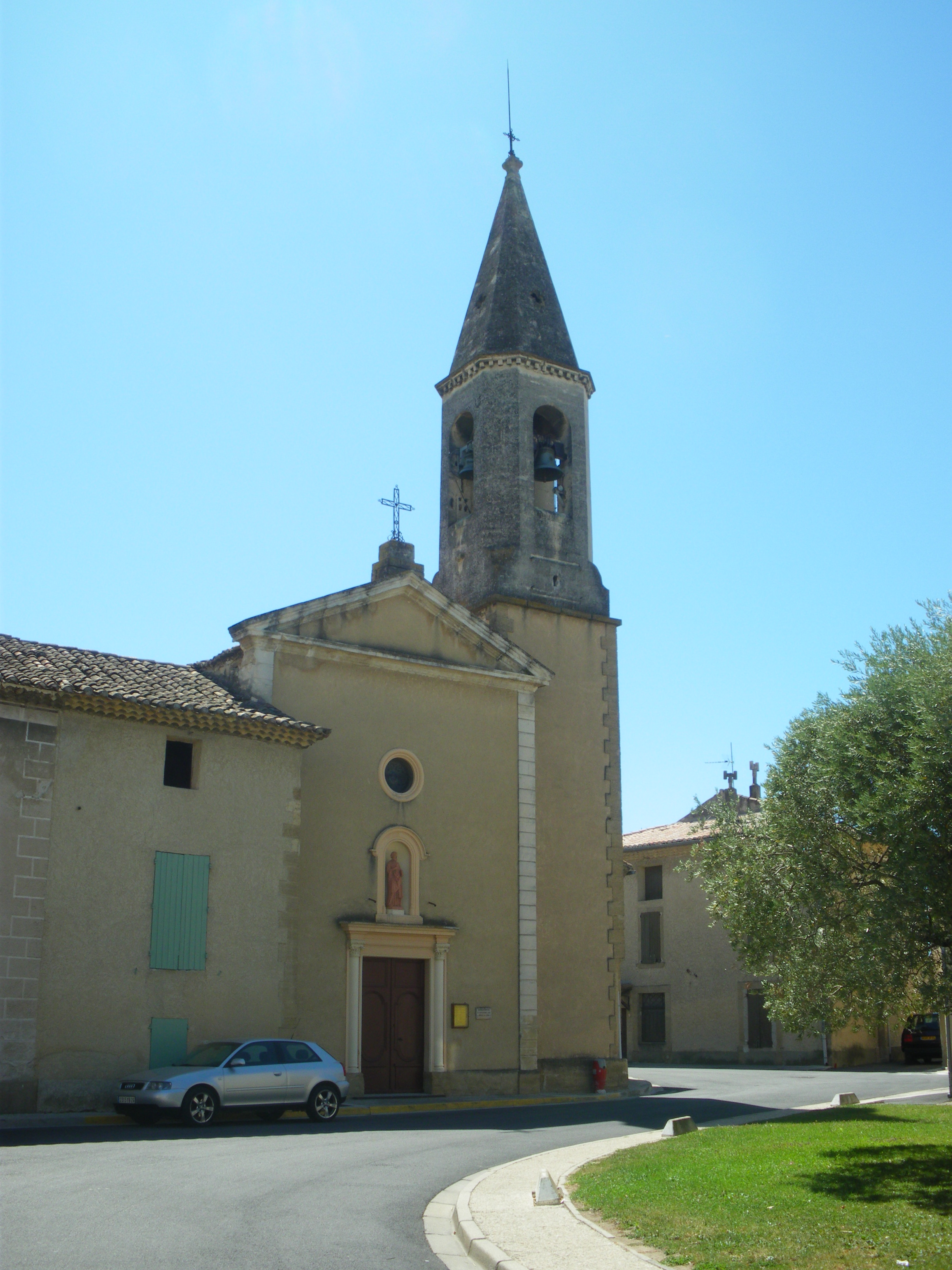
Церковь Сен-Пьер.
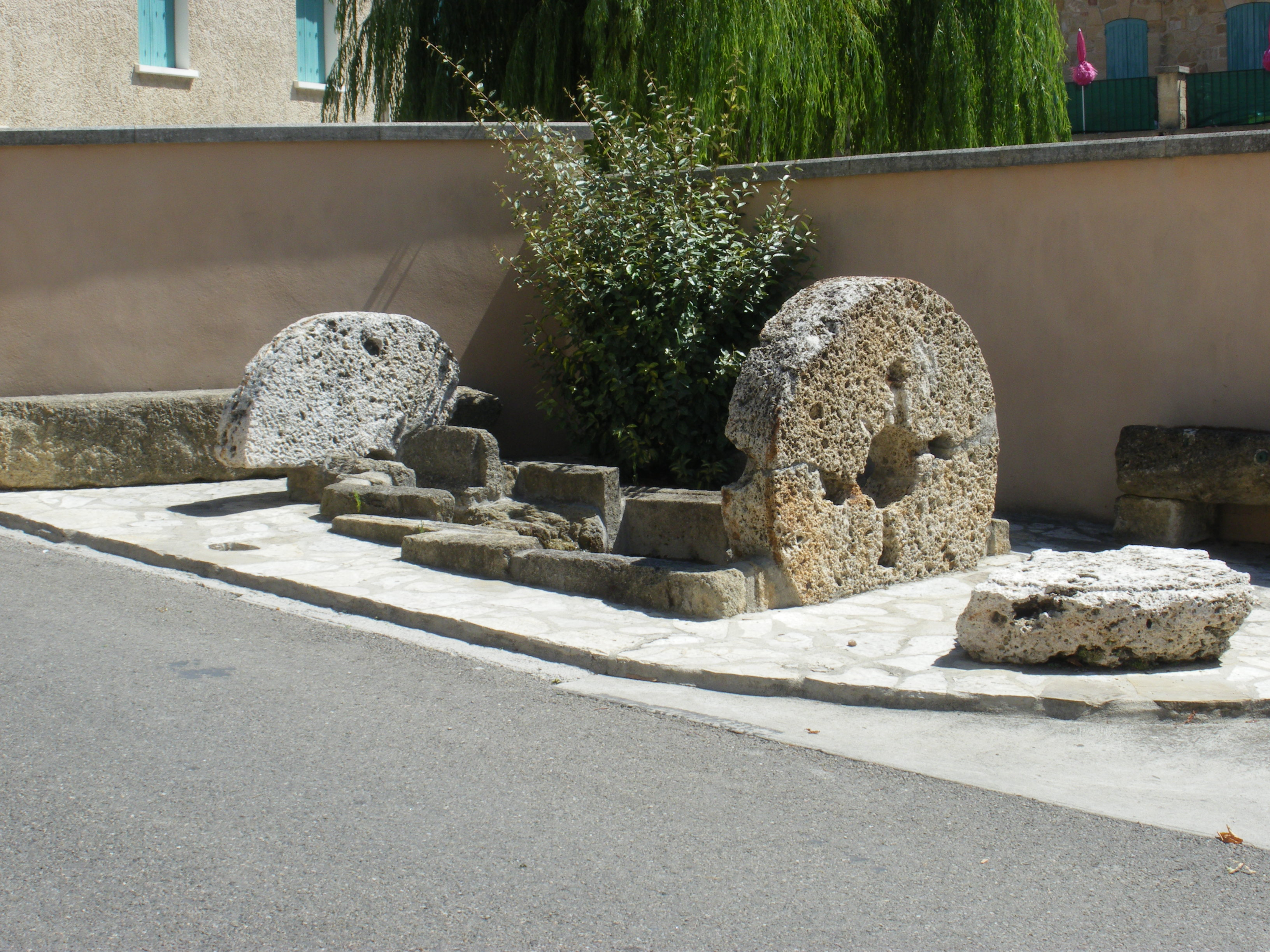
Остатки бывшей мельницы.
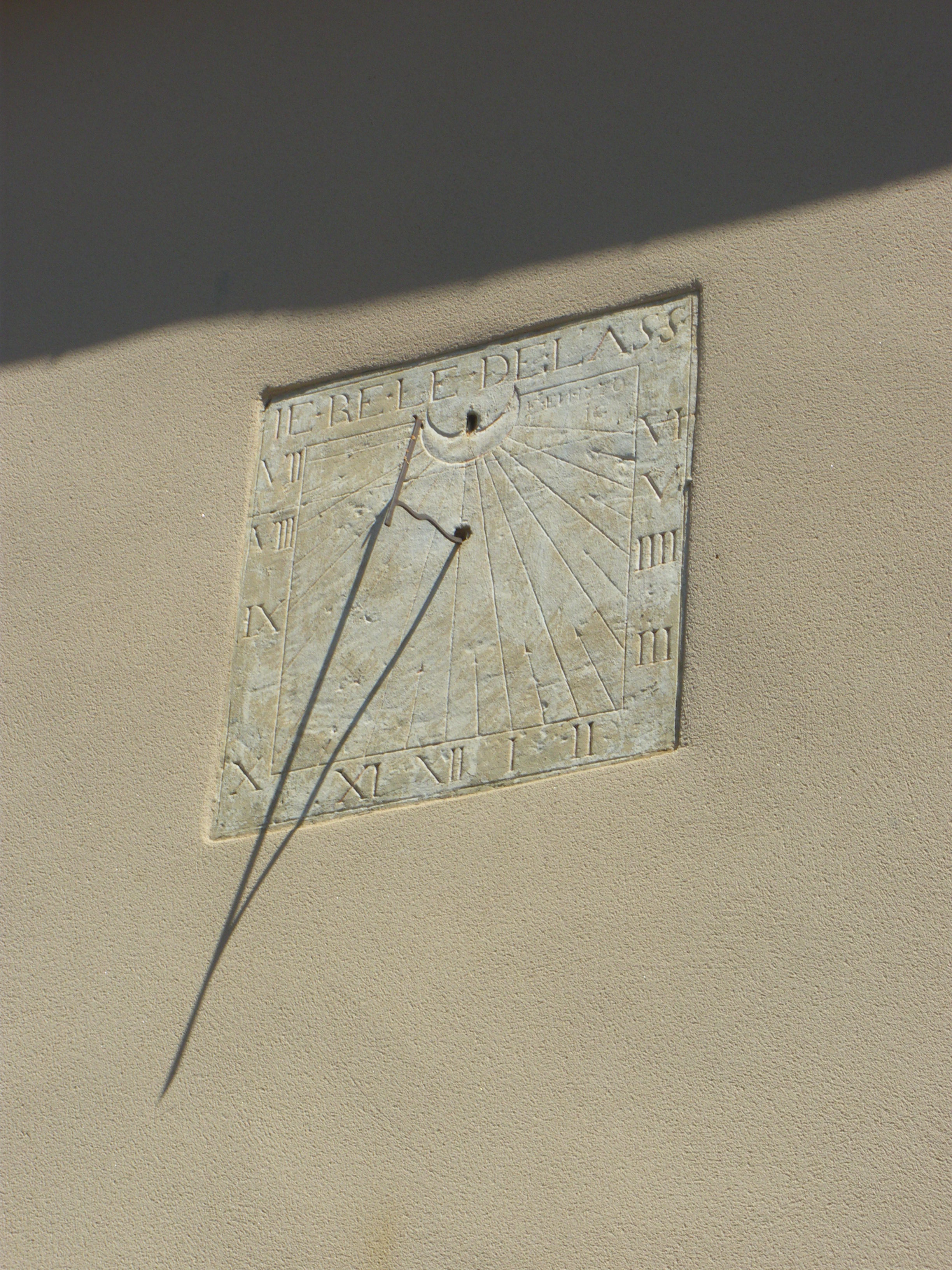
Старинные солнечные часы на здании мэрии.
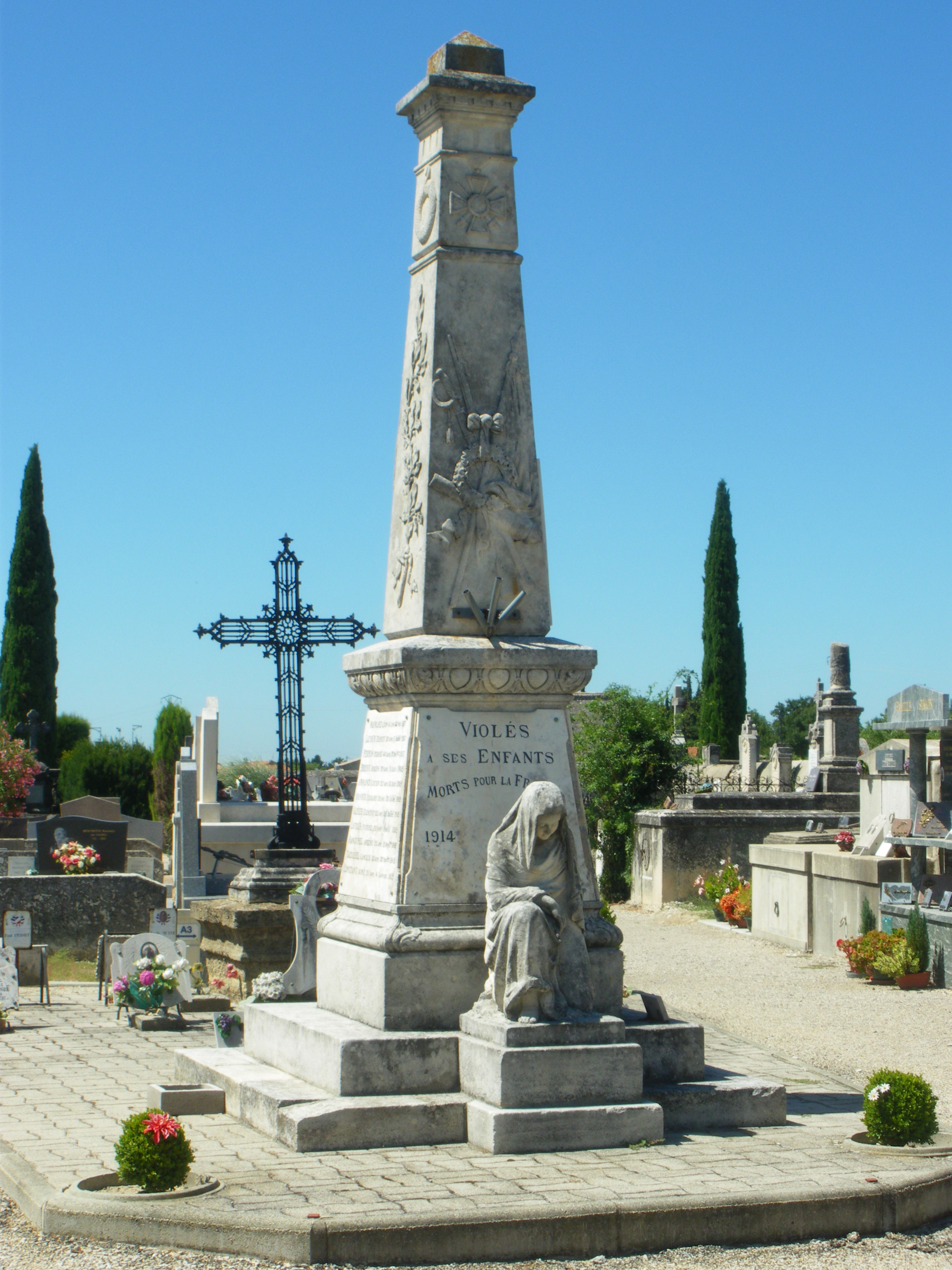
Монумент павшим на кладбище.
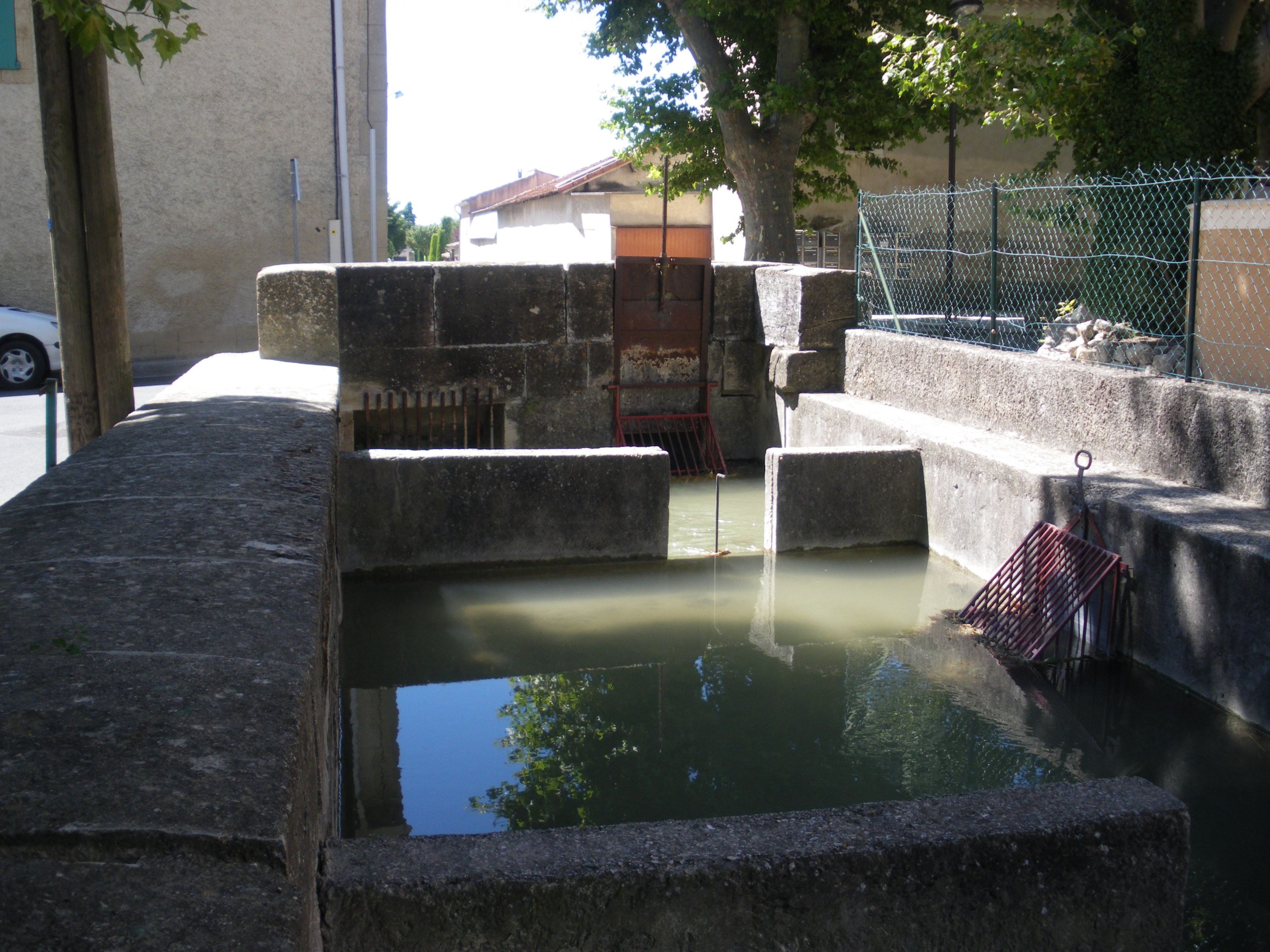
Канал Карпантра. Шлюз.